# Панхеленске игре
Панхеленске игре (грч. , ср. Античка Грчка су заједнички назив за четири одвојена спортска фестивала, четири игре, која су се одржавала у старој Грчкој. Четири игре су биле:
| Игре                  | У част божанства | Локација         | Награда          | Фреквенција                                                                        |
| --------------------- | ---------------- | ---------------- | ---------------- | ---------------------------------------------------------------------------------- |
| Античке игре (грч. ). | Зевс             | Олимпија, Елида  | (Маслинов венац) | Сваке четири године (означио је почетак прве године Олимпијаде)                    |
| Питијске игре (грч. ) | Аполон           | Делфи            | Ловоров венац    | Сваке четири године (2 године након Олимпијских игара, 3 олимпијска година)        |
| Немејске игре (грч. ) | Зевс, Херакле    | Немеја, Коринт   | Целер            | Сваке две године (године пре и после Олимпијских игара, 2. и 4. олимпијска година) |
| Истамске игре (грч. ) | Посејдон         | Превлака, Сикион | Бор              | Сваке две године (исте године као и Немејске игре, али у различито доба године)    |

- Спортисти који су победили у све четири панхеленске игре добијали су почасно звање периодоника.[2].
- У ери хеленизма, панхеленске игре су биле локалног значаја.[2]

## Опис
Олимпијада је била један од начина на који су Грци мерили време. Олимпијске игре су коришћене као полазна тачка, то јест прва година циклуса, Немејске и Истмијске игре одржане су (у различитим месецима) у другој години, праћене Питијским играма треће године, а затим поново Немејске и Истмијске игре четврте године. Циклус се потом поновио са Олимпијским играма. Игре, фестивали, су овако структурисани тако да поједини спортисти могу да учествују у свим играма.
Учесници су могли доћи из целог грчког света, укључујући различите грчке колоније од Мале Азије до Иберије. Међутим, учесници су вероватно морали да буду прилично богати да би платили обуку, превоз, смештај и друге трошкове. Ни женама ни не-Грцима није било дозвољено да учествују, осим врло повремених каснијих изузетака, као што је римски цар Нерон.
Главни догађаји на свакој од игара били су трке кочија, рвање, бокс, панкратион, стадионске и разне друге атлетске трке, и петобој (састављен од рвања, стадиона, скока у даљ, бацања копља и диска). Осим у тркама кочија, у већини случајева такмичари су били голи.
Олимпијске игре су биле најстарије од четири знаних Панхесленских игара, и за њих се каже да су почеле 776. п. н. е. Вероватније је да су основани негде крајем 7. века пре нове ере. Трајале су све док их римски цар Теодосије, хришћанин, није укинуо као паганске 393. године нове ере. Питијске, Немејске и Истмијске игре су највероватније почеле негде у првој или другој четвртини 6. века пре нове ере. Истмијске игре одржане су у Посејдоновом храму на Коринтској превлаци.
Игре су познате и као стефанитске игре (изведено од степханос, атичке грчке речи за круну), јер су победници за победу добијали гирланду. Нису додељиване финансијске или материјалне награде, за разлику од других античких грчких атлетских или уметничких такмичења, као што су Панатинејске игре, на којима су победници добијали много амфора првокласног атинског маслиновог уља. Олимпијске игре су као награду давале венац од маслиновог лишћа, Питијске игре венац од ловоровог лишћа, Немејске игре круну дивљег целера и Истмијске игре венац од боровог лишћа. У архаичном периоду награде су биле прво од сушеног целера у класичном и хеленистичком периоду, а од тада поново је награда била венац од бора. Иако победници нису добијали материјалне награде на играма, често су били обасипани поклонима и почастима по повратку у свој полис.